# Cornellà en Comú-Crida per Cornellà
Cornellà en Comú-Crida per Cornellà, inicialment coneguda com a Guanyem Cornellà-Crida per Cornellà, és una plataforma política nascuda el 2014 a Cornellà de Llobregat i que es defineix com a «candidatura unitària, popular, municipalista i de ruptura», referent de En Comú Podem-Guanyem el Canvi a Cornellà. Les principals propostes de la coalició són les polítiques d'ocupació, la prioritat d'una sanitat i educació públiques de qualitat i l'impuls de la participació ciutadana a través de referèndums vinculants, assemblees als barris, audiències públiques i plens participatius. De la mateixa manera, aposta per "uns serveis públics amb gestió municipal que garanteixin la seva qualitat i la creació i manteniment de llocs de feina de qualitat".

## Antecedents
El 25 de juny de 2014, Procés Constituent havia organitzat un debat entre AECornellà, ERC, EUiA i ICV sobre la possibilitat de crear una candidatura unitària de totes les forces a l'esquerra del PSC i, durant l'estiu, van continuar les converses entre aquests partits, Podem i Equo. ERC se'n va desmarcar assegurant que la República Catalana era «indispensable», mentre que ICV i EUiA van mostrar discrepàncies pel que fa a la confecció de la llista, el nom, el paper de l'assemblea o la política de pactes.

## Cornellà en Comú-Crida per Cornellà
Cornellà en Comú-Crida per Cornellà va presentar-se en un acte públic el 12 de desembre del 2014 al Patronat de Cornellà de Llobregat, i en l'assemblea posterior a l'acte, van votar a favor de presentar-se a les eleccions municipals del 2015 i d'organitzar-se estructuralment en assemblea general (òrgan plenari), coordinadora (òrgan executiu) i grups de treball (òrgans sectorials). Els dies 20, 21 i 22 de març es van celebrar unes eleccions primàries obertes per confeccionar la llista, amb la participació de 358 persones, i el mateix mes es va adoptar el nou nom, arran que la denominació Guanyem era propietat de Julià de Fabián. Fora del procés de primàries, els darrers tres noms es van reservar per a persones d'especial rellevància a la ciutat, entre les quals figurà Frederic Prieto i Caballé, primer alcalde després del franquisme sota les sigles del PSUC.

## Resultats electorals
A les Eleccions municipals espanyoles de 2015 va treure 6.075 vots i 5 regidors, sent la segona força, i en les eleccions de 2019, encapçalats per Claudio Carmona Vargas va treure 2.785 i 2 regidors.